# Lampoterma
Lampoterma is een geslacht van vliesvleugeligen uit de familie Pteromalidae. De wetenschappelijke naam van dit geslacht is voor het eerst geldig gepubliceerd in 1956 door Graham.

## Soorten
Het geslacht Lampoterma omvat de volgende soorten:
- Lampoterma bianellatum Graham, 1969
- Lampoterma coeruleum (Ashmead, 1888)
- Lampoterma gympicum Boucek, 1988
- Lampoterma viride (Thomson, 1876)